# L'Étudiante
L'Étudiante (Traducción literal: La estudiante) es una película francesa de 1988 dirigida por Claude Pinoteau y protagonizada por Sophie Marceau, Vincent Lindon y Élisabeth Vitali. Escrita por Claude Pinoteau y Danièle Thompson, la película narra la historia de una ambiciosa estudiante de pedagogía, ocupada en la preparación de sus exámenes finales, cuyos estudios se ven interrumpidos por un apasionado romance con un músico de jazz. Se estrenó en las salas francesas el 10 de octubre de 1988.

## Sinopsis
Valentine (Sophie Marceau), de veintiún años de edad, es una profesora a tiempo parcial que se prepara para sus importantes exámenes finales de enseñanza. Conoce a Edouard (Vincent Lindon), un músico de jazz que aspira a ser compositor. A pesar de sus diferentes horarios y agenda, se involucran en un apasionado romance. Valentine compara su relación con Edouard con la seca disertación de El misántropo de Molière en sus exámenes orales en la Sorbona.

## Reparto
- Sophie Marceau es Valentine Ezquerra.
- Vincent Lindon es Ned.
- Élisabeth Vitali es Celine.
- Jean-Claude Leguay es Charly.
- Elena Pompei es Patricia.
- Roberto Attias es Philippe.
- Brigitte Chamarande es Claire.
- Christian Pereira es Serge.
- Nathalie Mann es Alexandra.
- Anne Macina es Laura.
- Marc-André Brunet es Victor.[3]